# Dömötör András
Dömötör András (Zalaegerszeg, 1978. július 7. –) magyar rendező, színész, egyetemi oktató.

## Életpályája
A helyi Zrínyi Miklós Gimnáziumban érettségizett 1996-ban. 1996–1999 között az ELTE magyar–esztétika szakos hallgatója, közben az Eötvös József Collegium tagja. 1999–2003 között a Színház- és Filmművészeti Egyetem színész szakos hallgatója Máté Gábor és Horvai István osztályában. 2002–2007 között az egyetem rendezői szakát is elvégezte Székely Gábor osztályában. 
2003–2010 között az Örkény Színház tagja. 
2007–2017 között tanársegéd Máté Gábor mellett, majd osztályvezető tanár a Színház- és Filmművészeti Egyetemen. 2009 és 2012 között az egyetem doktori iskolájának DLA hallgatója, témavezetője szintén Máté Gábor. 2012-ben abszolutóriumot szerzett.
2010 és 2013 között a Magyar Színházrendezői Testület vezetőségi tagja volt.
2010-től szabadúszó rendezőként dolgozik, elsősorban a Katona József Színházban és a Szabadkai Népszínházban. Színészként az Alkalmáté Trupp előadásaiban látható.
2010-ben megalapította saját színházi csapatát SZAKKÖR néven, amely 2014-ig működött.
2014 óta rendszeresen dolgozik német nyelvterületen is, Berlinben, Grazban, Bázelben, Hannoverben, Münchenben és Bécsben.
2014 és 2019 között a berlini Maxim Gorki Theater stúdiójának állandó rendezője.
Az utóbbi években színpadi szövegírással is foglalkozik, ezek közül többet mutattak be Berlinben.
Német nyelvterületen a Henschel Schauspiel ügynökség képviseli.

## Filmes szerepei
- Csocsó, avagy éljen május elseje! (2001)
- Másik hajnal (rövidfilm) (2005)
- Az aranyember (tv-film) (2005)
- Egyetleneim (2006)
- Az alma (rövidfilm) (2007)
- Örkény-lexikon (tv-film) (2007) – hang
- 1 (2009)
- Magvető (rövidfilm) (2009)
- Inga (kisfilm, r. Török Ferenc, 2012.)
- Egy elmebeteg nő naplója,(Duna TV, 2012)
- Act/or (2013.)
- Brigád (rövidfilm) (2013)
- A pestis –(rádiójáték, 2014.)
- A lázadó ember –(2014.)
- Víziváros (2017)

## Színházi szerepei
- Esterházy Péter: Egy nő (SZFE – Szombathely – Merlin, 2001. r. Máté Gábor)
- Dylan Thomas: A mi erdőnk alján (Madách Kamara, 2002. r. Máté Gábor)
- Puskin: Borisz Godunov (Madách Kamara, 2002. r. Kovalik Balázs) – Ruzja, Eszelős, Költő
- Shakespeare: Szentivánéji álom (SZFE, 2002. r. Ács János) – Vackor
- Kander-Ebb: Kabaré (SZFE, 2002. r. Iglódi István) – Konferanszié
- Jevgenyij Svarc: A sárkány (Madách Kamara, 2003. r. Mácsai Pál)
- Ionesco: A kopasz énekesnő (Madách Kamara, 2003. r. Ascher Tamás) – Mr. Martin
- Goldoni: Leskelődők (SZFE, 2003. r. Máté Gábor) – Leandro, Szolga
- Shakespeare: A hárpia megzabolázása (Madách Kamara, 2004. r. Keszég László) – Lucentio
- Brecht– Weill: A filléres opera (Örkény Színház, 2004. r. Bagossy László) – Filch
- Kárpáti Péter: Első éjszaka avagy utolsó (Örkény Színház, 2004. r. Novák Eszter) – Alkusz, Őr
- Odüsszeusz Tours (2005)
- Koljada: Szibéria transz (Örkény Színház, 2006. r. Guelmino Sándor) – Alekszej
- Csehov: Apátlanul (Örkény Színház, 2007. r. Jurij Kordonszkij) – Kirill
- Tasnádi István: Finito (Örkény Színház, 2008.. r. Mácsai Pál) – Hivatalos Úr
- Nyugat (Örkény Színház, 2008. r. Mácsai Pál)
- Brecht: Arturo Ui feltartóztatható felemelkedése (Örkény Színház, 2009. r. Zsótér Sándor) – Butcher, Hook

Előadások az Alkalmáté Truppal (Zsámbéki Színházi Bázis/Jurányi):
- Migrénes csirke, 2004.
- Belemenekülők, 2005.
- Éjféltájban mondta meg, hogy mi baja, 2006.
- Járó Zsuzsa, 2007.
- Szan(d)tner Anna, 2008.
- Kovács Patrícia 2009.
- Baróthy 2010.
- Mészáros Máté 2011.
- Péter Kata 2012.
- Száraz Dénes – Vele de nélküle 2013.
- Gál Kristóf 2014.
- Dömötör András 2015.
- Mészáros Béla 2016.
- Vajda Milán 2017.
- Fenyő Iván 2018.

- Czukor Balázs 2019.

## Színházi rendezései
- Shakespeare: Vízkereszt vagy bánom is én vagy amit akartok vagy… (Gyulai Várszínház – Örkény Színház – Szentendrei Teátrum, 2006.)
- Martin McDonagh: A párnaember Gárdonyi Géza Színház, Eger, 2007.
- Varázsfuvola-túszejtés (happening, TÁP Színház, 2007.)
- Hunkurunk, avagy a szemérmes nem tanul (Budapesti Zsidó Színház, Sirály, 2007.)
- Blogvadászat – A Zsírember -blog the theatre(Örkény Színház – Schauspielhaus Graz, 2008.)
- Roland Schimmelpfennig – Futó Balázs: Aliz! (Egri Gárdonyi Géza Színház, 2008.)
- Térey János: Jeremiás, avagy Isten hidege (felolvasószínház az Új Színházban, 2008.)
- Remenyik Zsigmond – Márkos Albert: Pokoli disznótor (Nemzeti Színház, 2009.)
- Heinrich von Kleist: Homburg herceg (Örkény Színház, 2009.)
- Zebraszínház (A Budapesti Őszi Fesztivál és a SZAKKÖR utcai akciója, 2009.)
- Az E.T. – Madách Tragédiája nyomán (SZAKKÖR – Thália Színház, 2010.)
- Tasnádi István – Várady Zsuzsa – Dömötör András: Kihagyhatatlan (Örkény Színház, 2010.)
- Törmelékek (Szputnyik, 2010.)
- Dömötör András: Takarítás – Fő az illúzió! (SZAKKÖR – West Balkan, 2010.)
- Nádas Péter: Szirénének (Katona József Színház, Kamra, 2011.)
- Oleg és Vlagyimir Presznyakov: Ágytörténetek (Színház és Filmművészeti Egyetem, 2011.)
- Csáth Géza: Egy elmebeteg nő naplója (Szabadkai Népszínház – Thália Színház, 2011.)
- Lukas Bärfuss: Szüleink szexuális neurózisai (Színház és Filmművészeti Egyetem, 2011.)
- Dömötör – Kovács – Laboda: A Gondnokság I-VIII. (Katona József Színház, 2011-2012.)
- Camus – Huster: A pestis (SZAKKÖR – Francia Intézet – Vígszínház – Füge, 2011.)
- Sarah Gancher: Széder és Öt anya (SZAKKÖR – Marom, 2011.) – felolvasószínházak
- Helmut Krausser: Bőrpofa – a VRRRRRÜMM láncfűrésszel (Katona József Színház, Kamra, 2012.)
- Marius von Mayenburg: A csúnya (Szabadkai Népszínház, 2012.)
- Dömötör-Kovács: A Gondnokság II.évad (Katona József Színház, Kamra, 2012-13.)
- Alfred Jarry: Übü király (Szabadkai Népszínház, 2013.)
- Marius von Mayenburg: Mártírok (Katona József Színház, 2013.)
- Alice Nellis: Árvíz (felolvasószínház, Kamra, 2013.)
- David’s formidable speech (mitos21 – Deutsches Theater, Berlin, 2013.)
- Dömötör – Kovács: Művház (színházi sorozat – SZAKKÖR, FÜGE, Budapest 2013/14.)
- theater ist endlich ist theater (Maxim Gorki Theater Studio, 2014.)
- Marianna Salzmann – András Dömötör – Ádám Fekete: Notizen zu Hurenkinder -Schusterjungen (Maxim Gorki Theater Studio, 2014.)
- Mely Kiyak: Aufstand (Maxim Gorki Theater Studio – Baadisches Staatstheater Karlsruhe, 2014.)
- Peter Weiss: M/S (Katona József Színház, 2014.)
- Nicoleta Esinencu: Odessa Transfer (Maxim Gorki Theater Studio, 2014.)
- Laboda Kornél – Litkai Gergely: KAPUTT – halálkabaré (Jurányi Inkubátorház, 2015.)
- Hanna Slak: Must be Alice (Maxim Gorki Theater Studio, 2015.)
- András Dömötör und Ensemble: Opferung (Deutsches Theater Berlin – mitos21, 2015.)
- Hírszínház -10 videó és 10 perc a Katona színpadán index hírekből (Katona József Színház,  2015.)
- William Shakespeare: SZFEntivánéji álom (Ódry Színpad, Budapest, 2016.)
- Vorsicht, Nachbar! Folge1/2/3/4 (Schauspielhaus Graz, 2016.)
- Dömötör András – Laboda Kornél – Benedek Albert: Mephistoland (Maxim Gorki Theater Studio, 2016.)
- Meghívás: Dramatikerin Festival, Graz, 2017.
- Musaab Sadeq Khaleel Al-Tuwaijari: Ungewiss (Maxim Gorki Theater Studio, 2016.)
- Ferdinand von Schirach: Terror (Katona József Színház, 2016.)
- Alfred Jarry: König Ubu (Deutsches Theater, 2016.)
- Antiutódisztópia (Dumaszínház, DEKK, 2016.)
- Ferdinand Schmalz: Der thermale Widerstand (Schauspielhaus Graz, 2017.)
- Sivan Ben Yishai: Your very own double crisis club (Deutsches Theater, 2017.)
- Dömötör András – Laboda Kornél: Attila the Hun (solo) and the magical (laser) sword – (Maxim Gorki Theater Studio, 2017.)
- Joseph Roth – Koen Tachelet: Hiob (Schauspielhaus Graz, 2017.)
- Stanislaw Lem – András Dömötör – Meike Schmitz: Solaris (Deutsches Theater 2018.)
- Dömötör András – Benedek Albert és a társulat: Second life avagy Kétéletem (Orlai Produkció – Hatszín Teátrum 2018.)
- Székely Csaba: Idegenek – Ezek állatok, Die sind Tiere (felolvasószínház, Deutsches Theater Berlin 2018., Autorentheatertage – Ostwaerts)
- Maxim Gorki: Die Letzten (Maxim Gorki Theater Berlin, 2018.)
- Joel László: Die Verschwörerin (Theater Basel, 2018.)
- Anton Csehov: Cseresznyéskert (Schauspielhaus Graz, 2019.)
- Svealena Kutschke: zu unseren füssen, das gold, aus dem boden verschwunden (Deutsches Theater Berlin, 2019.)
- Camus: Die Pest (Deutsches Theater Berlin, 2019.)

## További színházi munkák
- Shakespeare: Vízkereszt vagy amit akartok (EC Drámakör, 1997. r. Harangi Mária) – Malvolio
- Lorca: Vérnász (EC Drámakör, 1998. r. Harangi Mária) – Vőlegény
- Voltaire-Eörsi-Melis: Candide (Thália Színház, 1998. r. Kamondi Zoltán)
- Mészöly Miklós: Az ablakmosó (Komédium, 1999. r. Tolmár Fanni) – Tomi
- Gyöngyösi Tamás: Itt vagyok (mozgásszínház, SZFE, 2001.)
- Tasnádi-Szemenyei-Szőcs: Démonológia (SZFE, 2003.), szereplő
- Nézzünk bizakodva a jövőbe! (Örkény Színház, 2004.), szereplő
- József Attila est (Örkény Színház, 2005.), szereplő
- A TÁP Színház előadásainak résztvevője (Minden Rossz Varieté, Alatta – fölötte, happeningek; 2006 óta)
- ROTOZAZA: Doublethink (Trafó, 2007.), színész
- William Shakespeare: Vízkereszt vagy bánom is én vagy amit akartok vagy… (Gyulai Várszínház – Örkény Színház, 2006. r. Dömötör András), szerepátvételek: Sebastian, Antonio, Kapitány, Fabian, Valentin
- Nagy András: A Tanner (felolvasószínház, PIM, 2008.), Szabó Lőrinc
- Virrasztó éji felleg (Radnóti-est az Örkény Színházban, 2009.)

- Látvány: A párnaember (Egri Gárdonyi Géza Színház, 2007.)
- Díszlet: Szüleink szexuális neurózisai
- Díszlet: A csúnya
- Díszlet: Übü király
- Díszlet: SZFentivánéji álom[5]

## Színpadi szövegei
- Hunkurunk – improvizációkból
- A Zsírember
- Fő az illuzió!
- Kihagyhatlan – jelenetek
- A Gondnokság – improvizációkból
- David’s formidable speech
- Művház – improvizációkból
- Notizen zu Hurenkinder Schusterjungen – Fekete Ádámmal
- Opferung – Boronkay Somával
- Hírszínház – Laboda Kornéllal
- Vorsicht, Nachbar! – jelenetek, improvizációk
- Mephistoland – Laboda Kornéllal, Benedek Alberttel
- Attila – hun solo, Laboda Kornéllal
- Second Life – Benedek Alberttel

Adaptációi
- Csáth Géza: Egy elmebeteg nő naplója (Szabadkai Népszínház – Thália Színház, 2011.) B.B.Rozival
- König Ubu – Meike Schmitz-cel közösen (DT, 2016. – a hannoveri színház műsorán 2017/18-ban, Felix Bloch Erben ügynökségnél)
- Solaris – adaptáció, Meike Schmitz-cel közösen
- Pestis (Deutsches Theater-változat)

## Kiadványai
- Térey János laudáció
- Nádas Péter laudáció
- Zrínyi diákjainak üzenet
- Békés Itala születésnapi könyve
- HVG – M/S-ről
- Székely Gábor emlékkönyv
- Mátyás Irénre emlékezve
- Mephistoland a Theater der Zeitban, 2018 04.

## Egyéb munkái
- 8. ARCOK Kiállítás, megnyitó performance rendezője (2007.)
- Varnus Xaver: Átváltozások (hangosköny, 2007.)
- Szabó Magda: Mózes 1,22 (hangosköny, 2007.)
- Turczi István: Ezt a nőt nagyon (hangosköny, 2008.)
- Kapszula, happening a SZAKKÖRrel, Andrássy út, 2011., autómentes nap
- Sétálj_on Petrivel (utcai esemény, BŐF 2014., BTF 2015.)
- A Forecast Forum előadóinak choach-a (HKW, Berlin, 2015.)

## Tanári pályája, ösztöndíjai
- 2007-től tanársegéd a Színház- és Filmművészeti Egyetemen – osztály: 2007-2012, 2012-2017
- Brecht: Baal – kurzus, Conservatoire D’Art Dramatique Paris (2006.)
- Önálló kurzus (SZFE): Csehov-kurzus (2009.)
- Zeneakadémia, Budapest, színészkurzuson oktató (magánének szakon, 2007-08.)
- Workshop a TÁP Színházzal (Europe XXL Fesztivál, Lille, 2009.)
- 2007-ben Falk Richter mellett hospitál (Im Ausnahmezustand), Leonardo ösztöndíjjal (Schaubühne, Berlin).
- Erasmus – Berlin, Universität der Künste, Fakultät Darstellende Kunst, asszisztens Prof. Sabine Herken mellett, egy szemeszter 2012.
- The Social Actor – workshop, Siena, Olaszország, 2012. 2013.
- Berlin, Ernst Busch Egyetem, szakmai vizit, 2012. 2013.
- Önálló kurzus – Klesit, SZFE 2015.
- Színészkurzus – Universitaet der Künste Berlin, 2017.

## Díjai és kitüntetései
- Színikritikusok Díja 2006/2007
- A legígéretesebb pályakezdő (Színikritikusok Díja, 2007.)
- A legjobb előadás (Stúdiószínházi Fesztivál, Eger, 2007.)
- Blog the Theatre Festival, Graz, közönségdíj, 2.helyezés
- Legjobb rendező díja VOLT Fesztivál 2008.
- Gundel-díj jelölés: legjobb rendező, 2009.
- Különdíj-jelölés (A Gondnokság, Színikritikusok Díja, 2012.)
- A Hírszínház több díja (2016-17.)
- Hevesi Sándor díj (2017)
- Brücke Berlin-jelölés (2018)
- Vastaps-díj – Különdíj (2022)[6]